# Upplands runinskrifter 155
Upplands runinskrifter 155 är en vikingatida runsten av granit i Lissby, Täby socken och Täby kommun. Till stenen har också förts fragment som tidigare har trotts tillhöra U 156 och U 157. Runstenen är sammanfogad av fragment och är 2,25 meter hög och 1,8 meter bred.
Troligen är U 155 en parsten till U 153. Båda är resta av bröderna Sven och Ulv. Båda ristningarna omnämner "stenarna" i plural, vilket talar för att ristningarna tillsammans utgjort ett monument.

## Inskriften
Translitterering av runraden:
...n × auk × ulfr litu × rai(s)(a) sta... ... ... ...na × þaiʀ × uaru × suniʀ × arnar × auk × raknfriþar ×
Normalisering till runsvenska:
[Svæi]nn ok Ulfʀ letu ræisa stæ[ina æftiʀ brøðr si]na. Þæiʀ vaʀu syniʀ Arnaʀ ok ʀagnfriðaʀ.
Översättning till nusvenska:
Sven och Ulv läto resa stenarna. De voro Örns och Ragnfrids söner.